# Космос-425
Космос-425 је један од преко 2400 совјетских вјештачких сателита лансираних у оквиру програма Космос.
Космос-425 је лансиран са космодрома Плесецк, СССР, 29. маја 1971. Ракета-носач Р-14 Чусоваја (рус. Чусовая) (8К65, НАТО ознака SS-5 Skean) са додатим степеном је поставила сателит у орбиту око планете Земље. Маса сателита при лансирању је износила 820 килограма. Космос-425 је био сателит намијењен за електронско извиђање, јављање и навођење.